# Gustl Müller
Gustav "Gustl" Müller född 23 oktober 1903 i Bayrischzell i Bayern, död där 20 september 1989, var en tysk vinteridrottare. Han var med i de olympiska vinterspelen 1928 i nordisk kombination där han kom på 21:a plats.